# Tour de Thuringe féminin
Pour les articles homonymes, voir Thuringe (homonymie).
Le Tour de Thuringe féminin (en allemand : Thüringen Rundfahrt der Frauen) est une course cycliste par étapes féminine allemande disputée en Thuringe. Créé en 1986, le Tour  fait partie du calendrier de l'Union cycliste internationale en catégorie 2.Pro. Il est organisé pour la dernière fois en 2024.

## Organisation
L'épreuve est organisée depuis 2010 par l'ancienne coureuse professionnelle Vera Hohlfeld.
Le placement au calendrier de la course entre le Tour d'Italie féminin et La course by Le Tour de France est la cause de débats entre l'organisation du Tour de Thuringe et l'UCI. En 2017, l'organisation dépose une candidature pour intégrer l'UCI World Tour. Cette demande est rejetée. Toutefois, un accord est trouvé pour éviter les collisions dans le calendrier de courses. L'épreuve est décalée désormais fin mai.
L'édition 2025 est annulée à la suite du plan d'économie du Land de Thuringe qui réduit sa participation de 200 000 €. L'organisation ne pouvant compenser ce montant, elle se résout à l'annulation,.  En mai, les organisateurs annoncent deux mois plus tard l'arrêt définitif de la course. Le Tour de Thuringe était la seule course internationale par étapes réservée aux femmes en Allemagne, ainsi que la plus ancienne course par étapes féminine au monde.

## Accident de 2005

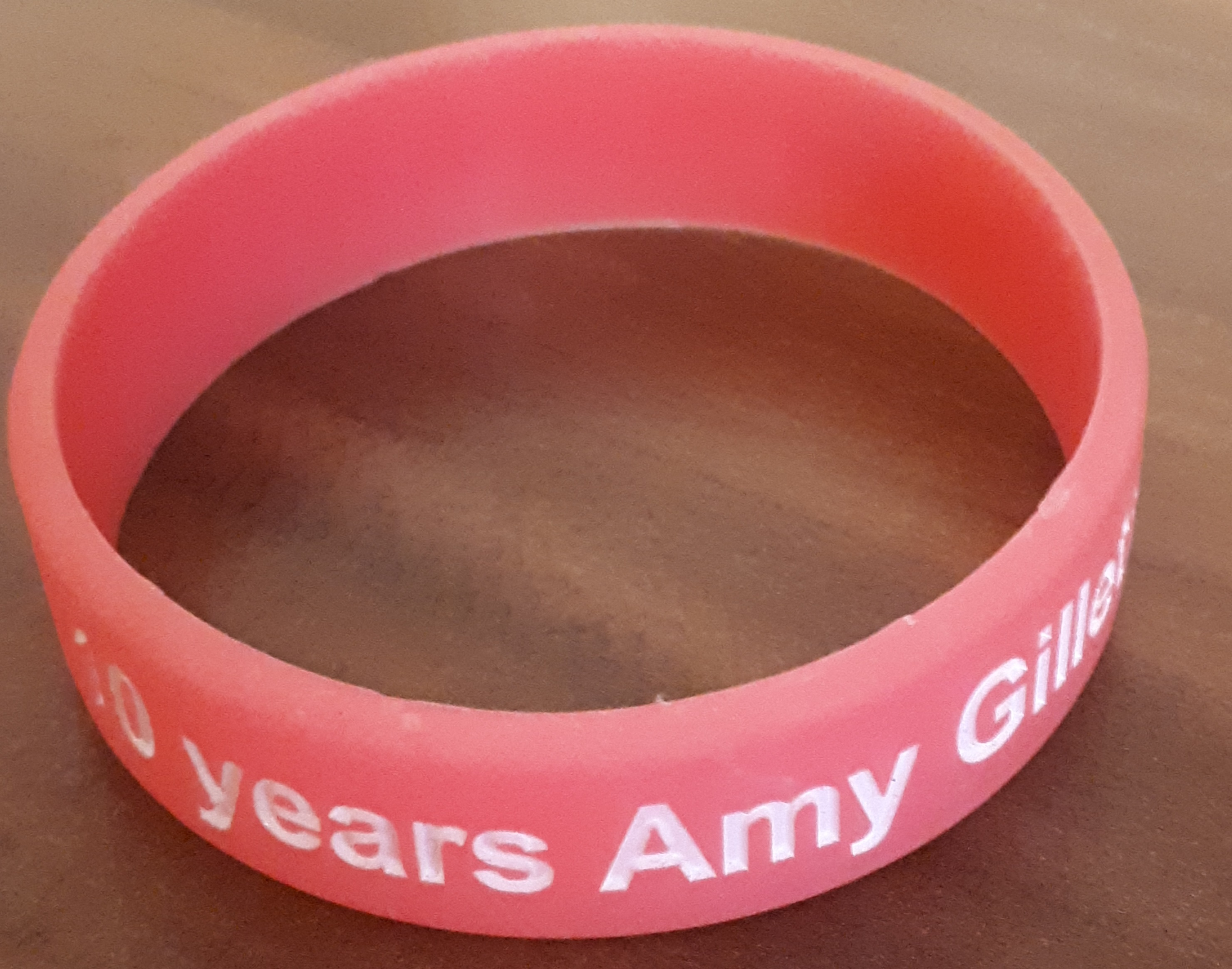
Bracelet commémoratif de la mort d'Amy Gillett édité en 2015

En 2005, l'équipe d'Australie est victime d'un accident de la route alors qu'elle se prépare pour la course et s'entraîne près de Zeulenroda-Triebes. Un jeune chauffeur allemand perd le contrôle de son véhicule et fauche six membres de l'équipe. La coureuse Amy Gillett décède,. Ses coéquipières sont blessées, la plupart très gravement. Katie Brown, Lorian Graham, Kate Nichols, Alexis Rhodes et Louise Yaxley sont emmenées immédiatement à l'hôpital, Rhodes et Yaxley souffrant de traumatismes majeurs et Graham et Brown de fractures, et Nichols ayant les tendons déchirés et nécessitant une intervention chirurgicale.

## Parcours

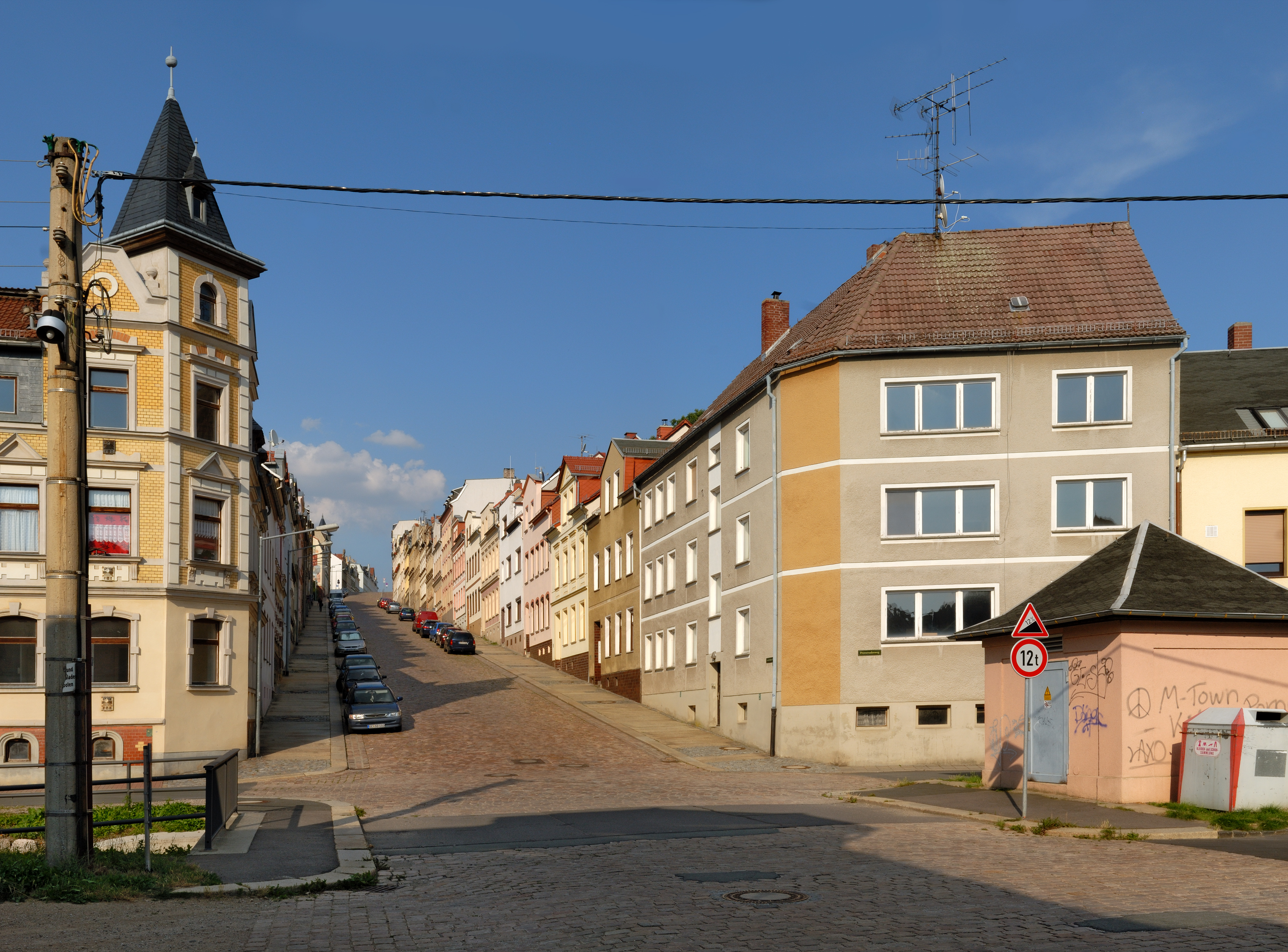
Mur de Meerane

Le Tour de Thuringe se déroule chaque année dans la même région et présente donc certains éléments récurrents dans son parcours:
- L'ascension du Dörtendorfer Berg, près de Zeulenroda-Triebes. La montée est surnommée Hanka-Berg en l'honneur d'Hanka Kupfernagel.
- Le mur de Meerane.
- Un contre-la-montre à Schmölln.

## Palmarès

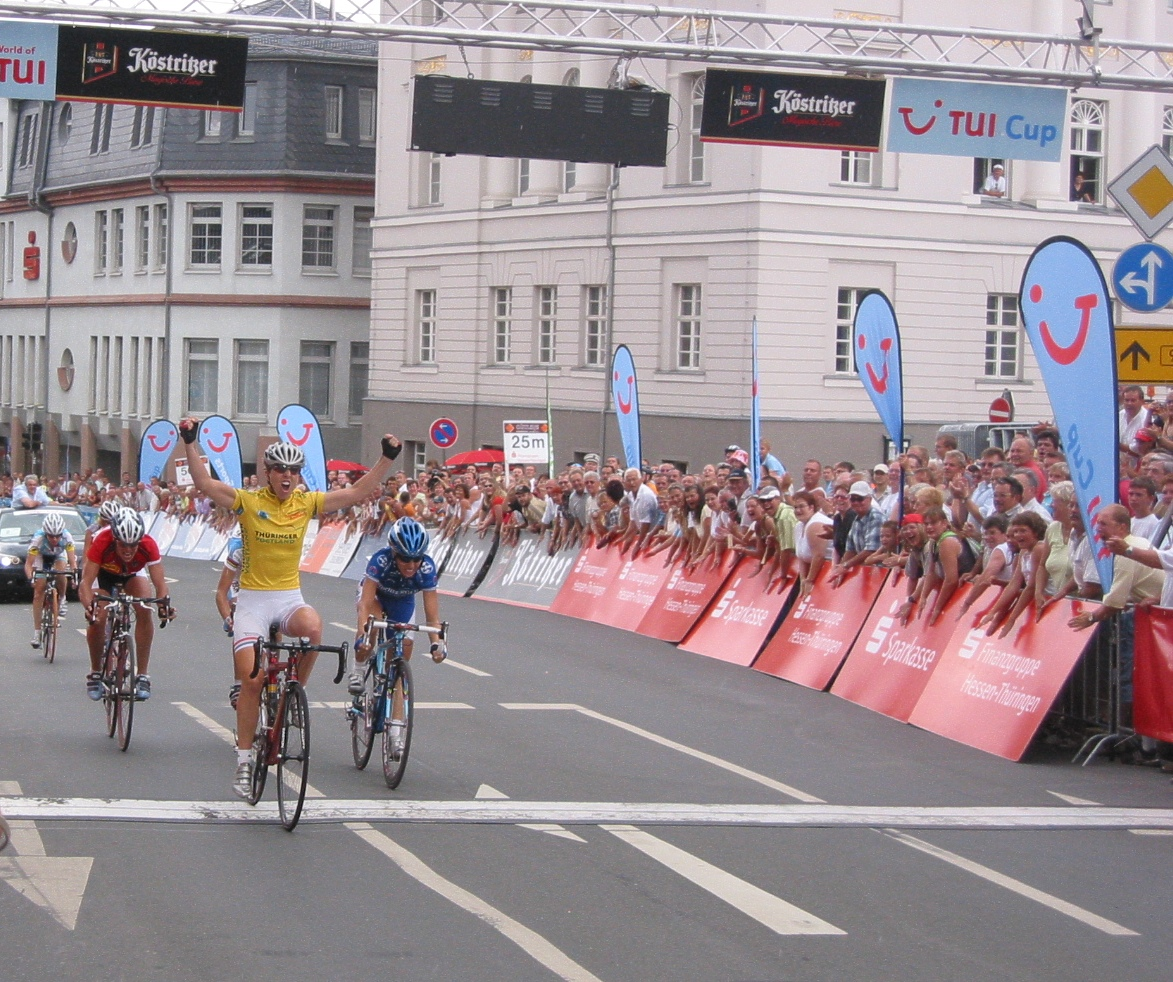
Nicole Cooke remporte le titre en 2006 grâce à sa victoire lors de la dernière étape de Zeulenroda-Triebes

| Année                 | Vainqueur              | Deuxième             | Troisième                        |                  |
| --------------------- | ---------------------- | -------------------- | -------------------------------- | ---------------- |
| 1986                  | Hana Chmelarová        | Ildiko Paczova       | Jana Schur                       |                  |
| 1987                  | Petra Rossner          | Tea Vikstedt-Nyman   | Hana Chmelarová                  |                  |
| 1988                  | Tea Vikstedt-Nyman     | Petra Rossner        | Monique de Bruin                 |                  |
| 1989                  | Vanessa Van Dijk       | Eva Orvošová         | Angela Kindling                  |                  |
| 1990-1991 non disputé |                        |                      |                                  |                  |
| 1992                  | Elena Barillova        | Lenka Ilavská        | Marion Borst                     |                  |
| 1993                  | Lenka Ilavská          | Elena Barillova      | Claudia Lehmann                  |                  |
| 1994                  | Alison Dunlap          | Jeanne Golay         | Susanne Ljungskog                |                  |
| 1995                  | Laura Charameda        | Elena Ogui           | Sandra Schumacher                |                  |
| 1996                  | Ina-Yoko Teutenberg    | Vera Hohlfeld        | Laura Charameda                  |                  |
| 1997                  | Alessandra Cappellotto | Barbara Heeb         | Monica Valvik-Valen              |                  |
| 1998                  | Edita Pučinskaitė      | Susanne Ljungskog    | Hanka Kupfernagel                |                  |
| 1999                  | Hanka Kupfernagel      | Diana Žiliūtė        | Rasa Polikevičiūtė               |                  |
| 2000                  | Valentyna Karpenko     | Juanita Feldhahn     | Solrun Flatås                    |                  |
| 2001                  | Mirjam Melchers        | Judith Arndt         | Trixi Worrack                    |                  |
| 2002                  | Zulfiya Zabirova       | Jenny Algelid        | Mirjam Melchers                  |                  |
| 2003                  | Valentina Polkhanova   | Susanne Ljungskog    | Sara Carrigan                    |                  |
| 2004                  | Zulfiya Zabirova       | Judith Arndt         | Mirjam Melchers                  |                  |
| 2005                  | Theresa Senff          | Susanne Ljungskog    | Judith Arndt                     |                  |
| 2006                  | Nicole Cooke           | Amber Neben          | Trixi Worrack                    |                  |
| 2007                  | Judith Arndt           | Amber Neben          | Noemi Cantele                    |                  |
| 2008                  | Judith Arndt           | Trixi Worrack        | Grete Treier                     |                  |
| 2009                  | Linda Villumsen        | Marianne Vos         | Susanne Ljungskog                |                  |
| 2010                  | Olga Zabelinskaïa      | Edita Pučinskaitė    | Noemi Cantele                    |                  |
| 2011                  | Emma Johansson         | Amber Neben          | Shara Gillow                     |                  |
| 2012                  | Judith Arndt           | Trixi Worrack        | Emma Johansson                   |                  |
| 2013                  | Emma Johansson         | Shara Gillow         | Lisa Brennauer                   |                  |
| 2014                  | Evelyn Stevens         | Elizabeth Armitstead | Lisa Brennauer                   |                  |
| 2015                  | Emma Johansson         | Karol-Ann Canuel     | Lauren Stephens                  |                  |
| 2016                  | Elena Cecchini         | Amanda Spratt        | Ellen van Dijk                   |                  |
| 2017                  | Lisa Brennauer         | Ellen van Dijk       | Hayley Simmonds                  |                  |
| 2018                  | Lisa Brennauer         | Ellen van Dijk       | Lucinda Brand                    |                  |
| 2019                  | Kathrin Hammes         | Pernille Mathiesen   | Lourdes Oyarbide                 |                  |
| 2020                  | annulé/abandonné       | annulé/abandonné     | annulé/abandonné                 | annulé/abandonné |
| 2021                  | Lucinda Brand          | Lotte Kopecky        | Emma Cecilie Norsgaard Jørgensen |                  |
| 2022                  | Alexandra Manly        | Marta Lach           | Femke Gerritse                   |                  |
| 2023                  | Lotte Kopecky          | Lorena Wiebes        | Mischa Bredewold                 |                  |
| 2024                  | Ruth Edwards           | Mischa Bredewold     | Brodie Chapman                   |                  |
| 2025                  | annulé/abandonné       | annulé/abandonné     | annulé/abandonné                 | annulé/abandonné |

## Statistiques remarquables
Trixi Worrack a participé à 22 Tours de Thuringes de suite.